# Prajnesh Gunneswaran
Prajnesh Gunneswaran (Chennai, 12 novembre 1989) è un ex tennista indiano.
Ha vinto in singolare due titoli Challenger e otto titoli ITF e in doppio un titolo ITF. Il suo miglior ranking ATP in singolare è il 75º raggiunto nell'aprile 2019. Vanta inoltre la medaglia di bronzo nel singolare maschile ai Giochi asiatici del 2018. Ha fatto il suo esordio nella squadra indiana di Coppa Davis nell'aprile 2017.

## Biografia
La passione per il tennis gli viene trasmessa dal nonno e inizia a giocare all'età di cinque anni. Nell'adolescenza si allena prima a Pune e poi a Bangalore, e a 16 anni si trasferisce a Barcellona. Nel 2010 gioca nella squadra di tennis dell'Università del Tennessee. In seguito, da professionista, si allena alla Alexander Waske Tennis-University di Offenbach am Main, in Germania. Vittima di frequenti fratture al ginocchio nei primi anni da professionista, deve all'incoraggiamento dei familiari e del suo fitness coach Christian Bosse la decisione di continuare a giocare.

## Carriera

### Juniores
Prende parte all'ITF Junior Circuit dal marzo 2004 al settembre 2007, gioca saltuariamente e vince solo tre tornei minori, due in singolare e uno in doppio, raggiungendo il 148º posto nella classifica mondiale di categoria nel gennaio 2007.

### 2007-2012, inizi da professionista e infortuni al ginocchio
Fa il suo esordio tra i professionisti nel luglio 2007 con una sconfitta nel torneo ITF Futures India F6. Vince il primo incontro nell'agosto 2008 alla sua quarta apparizione, nell'ITF Spain F31, dove si spinge fino ai quarti di finale. Gioca l'ultimo torneo stagionale in novembre, nel settembre 2009 esce dal ranking ATP rientra a giocare tra i professionisti per un solo torneo nel novembre successivo. Sarà il suo ultimo impegno prima di una lunga pausa, nel 2010 si frattura per la prima volta al ginocchio, infortunio che gli capiterà di frequente fino al 2015. Rientra nel gennaio 2012 per il suo esordio nelle qualificazioni di un torneo ATP a Chennai, nella quali viene sconfitto al secondo incontro, e si ferma nuovamente fino ad agosto. Riprende a giocare nei tornei ITF, rientra nel ranking dopo quasi tre anni e il suo miglior risultato è la semifinale in dicembre al Kuwait F3, durante la quale è costretto al ritiro.

### 2013-2014, primi titoli ITF e nuovi infortuni
Ritorna nel circuito nell'aprile 2013 e il 2 giugno conquista il primo titolo da professionista all'India F6 con la vittoria in finale su Vijayant Malik. In luglio si aggiudica il torneo Denmark F2 e in settembre si impone nella finale in doppio all'Egypt F25. In novembre vince il suo primo incontro in un torneo Challenger a Champaign sconfiggendo Denys Molčanov, per poi arrendersi a Daniel Smethurst. Conclude la stagione entrando per la prima volta in carriera tra i primi 500 della classifica mondiale, al nº 479. Nel febbraio 2014 prende parte alle qualificazioni di tre Challenger indiani, le supera in una sola occasione e deve quindi fermarsi per un altro periodo, facendo una sola apparizione nei 12 mesi successivi.

### 2015-2016, prima finale Challenger e top 300
Disputa e perde due soli incontri nel febbraio 2015, mese in cui esce nuovamente dal ranking, e comincia a giocare con una certa continuità a partire dal giugno successivo. Ottiene discreti risultati nei tornei ITF e in ottobre supera il primo turno nei Challenger di Pune e Bangalore. Dopo quasi due anni e mezzo, in dicembre si aggiudica un nuovo titolo Futures al torneo India F18. Nel febbraio 2016 disputa per la prima volta i quarti di finale in un Challenger a Nuova Delhi. Nel corso della stagione ottiene altri discreti risultati e in settembre si aggiudica il Futures India F4. In ottobre raggiunge al torneo di Pune la sua prima finale Challenger, e viene sconfitto in tre set dal francese Sadio Doumbia, dopo aver superato in semifinale il nº 152 ATP Duckhee Lee. Fa il suo ingresso nella top 300 del ranking e a fine novembre raggiunge la 284ª posizione.

### 2017, esordio in Coppa Davis
Nel 2017 vince tre titoli Futures grazie ai quali ottiene un ranking che gli consente di partecipare con maggiore frequenza al circuito Challenger. I buoni risultati acquisiti gli valgono la prima convocazione con la squadra indiana di Coppa Davis da parte del capitano non giocatore Mahesh Bhupathi per la sfida di aprile contro l'Uzbekistan vinta dall'India per 4-1, nella quale Gunneswaran vince in quattro set il secondo singolare contro Sanjar Fayziev e perde, a risultato acquisito, contro Temur Ismailov. In maggio raggiunge la sua prima finale in doppio in un Challenger a Samarcanda in coppia con Vishnu Vardhan e vengono sconfitti in due set da Laurynas Grigelis / Zdeněk Kolář. In agosto partecipa per la prima volta alle qualificazioni in una prova del Grande Slam agli US Open e viene eliminato al primo incontro. Il mese dopo raggiunge la semifinale in singolare a Tiburon. Nel corso della stagione ritocca più volte il suo miglior ranking, in agosto sale alla 213ª posizione e chiude il 2017 in 243ª.

### 2018, due titoli Challenger, primo incontro vinto in un torneo ATP e 104º nel ranking
Ad aprile gareggia nuovamente in Coppa Davis e vince con l'India la sfida contro la Cina aggiudicandosi, sul 2 pari, l'incontro decisivo contro Wu Yibing. Sempre ad aprile vince il primo titolo Challenger in carriera al torneo da 150.000 dollari di Anning, dove sconfigge in finale Mohamed Safwat in tre set. Con questo successo guadagna 84 posizioni nel ranking e sale alla 176ª. Nelle qualificazioni del Roland Garros, nonostante la sconfitta al turno decisivo contro Elias Ymer, viene ripescato come lucky-loser. Tuttavia, essendosi già iscritto al Challenger di Vicenza (dove sarà sconfitto al primo turno da Salvatore Caruso), non può prendere parte a quello che sarebbe stato il suo primo torneo del Grande Slam.
A giugno supera le qualificazioni alla Mercedes Cup di Stoccarda con i successi su Evan King e Christian Harrison. Al primo turno ottiene la vittoria fino a quel momento più importante in carriera contro il nº 23 del ranking mondiale Denis Shapovalov, e al turno successivo viene eliminato da Guido Pella. Supera le qualificazioni anche nei tornei ATP di Atlanta e Los Cabos, e in entrambi i tornei viene eliminato al primo turno del tabellone principale, rispettivamente da Lukáš Lacko e Cameron Norrie. Sempre a giugno raggiunge il suo best ranking al 152º posto. Ad agosto conquista in singolare la medaglia di bronzo ai Giochi asiatici  di Giacarta, dopo la sconfitta in semifinale contro Denis Istomin, vincitore della medaglia d'oro. È la sesta medaglia conquistata da un tennista indiano nel singolare maschile dei Giochi asiatici.
A settembre torna a giocare in Coppa Davis nella sfida contro la Serbia e viene sconfitto in tre set da Dušan Lajović. Al torneo ATP 250 di Chengdu supera nuovamente le qualificazioni sconfiggendo nell'ordine la wild-card cinese Zihao Xia e Hiroki Moriya, ma al primo turno si arrende in due set a Matteo Berrettini. A fine stagione disputa tre finali Challenger, il 17 novembre si impone in quella di Bangalore sul connazionale Saketh Myneni, e perde quelle a Ningbo e a Pune, rispettivamente contro Thomas Fabbiano e Elias Ymer. Il 26 novembre sale alla posizione nº 104 del ranking. 

### 2019, esordio nei tornei del Grande Slam e 75º nel ranking
In gennaio supera per la prima volta le qualificazioni in una prova del Grande Slam all'Australian Open e viene eliminato al primo turno da Frances Tiafoe; a fine torneo fa il suo ingresso nella top 100. Perde entrambi gli incontri nella sfida di Coppa Davis contro l'Italia e in febbraio raggiunge due semifinali nei Challenger di Chennai e Bangkok. Supera le qualificazioni anche a Indian Wells, e al suo esordio nel tabellone principale di un Masters 1000 sconfigge in tre set il nº 18 ATP Nikoloz Basilašvili prima di essere eliminato da Ivo Karlovic. Si qualifica anche per il successivo Miami Masters ed esce di scena al primo turno. Con questi risultati continua a guadagnare posizioni nel ranking e dopo la finale raggiunta ad Anning – persa contro Jay Clarke – sale alla 75ª. In questo periodo gioca spesso nel circuito maggiore e fa il suo esordio per diritto di classifica nei tabelloni principali del Roland Garros, di Wimbledon e degli US Open, venendo sempre eliminato al primo turno. Vince raramente nei tornei ATP e torna a cimentarsi a fine stagione nei Challenger, non andando oltre la semifinale di Shanghai. In novembre esce dalla top 100.

### 2020-2024, discesa nel ranking e ritiro
Per il secondo anno consecutivo supera le qualificazioni all'Australian Open e al primo turno soccombe in tre set a Tatsuma Itō. Raggiunge il secondo turno nell'ATP di Pune e viene sconfitto da Soonwoo Kwon. Non ottiene altri risultati di rilievo nella prima parte della stagione, che si chiude in marzo per la lunga pausa dovuta alla pandemia di COVID 19. Rientra a giocare in settembre e si mette in luce nei Challenger con la semifinale a Ismaning in ottobre e le finali in novembre a Cary e a Orlando. Chiude la stagione al 129º posto mondiale. I migliori risultati del 2021 sono le semifinali disputate tra febbraio e marzo nei Challenger Nur-Sultan I e Nur-Sultan II. Nel prosieguo della stagione non va mai oltre i quarti di finale nei tornei Challenger. Nel 2021 disputa le qualificazioni dei quattro tornei dello Slam e di altri quattro tornei ATP, le supera solo all'ATP 500 di Washington e nel tabellone principale viene subito eliminato da Emil Ruusuvuori. Continua a perdere posizioni nel ranking e a fine anno si trova fuori dalla top 200. L'unico risultato di rilievo nel 2022 è la finale raggiunta al Monterrey Challenger, persa nel tie-break del terzo set contro Fernando Verdasco, e a luglio esce dalla top 300. L'anno successivo vince un torneo ITF e rimane inattivo da fine febbraio. Annuncia il suo ritiro a novembre del 2024.

## Statistiche
Aggiornate al 29 luglio 2024.

### Tornei minori

#### Singolare

##### Vittorie (11)
| Legenda tornei minori |
| Challenger (2)        |
| Futures (9)           |

| N. | Data             | Torneo                                           | Superficie  | Avversario in finale | Punteggio     |
| 1. | 29 aprile 2018   | ATP China International Tennis Challenge, Anning | Terra rossa | Mohamed Safwat       | 5–7, 6–3, 6–1 |
| 2. | 17 novembre 2018 | Bengaluru Open, Bangalore                        | Terra rossa | Saketh Myneni        | 6–2, 6–2      |

##### Sconfitte (16)
| Legenda tornei minori |
| Challenger (7)        |
| Futures (9)           |

| N. | Data             | Torneo                                           | Superficie  | Avversario in finale | Punteggio        |
| 1. | 30 ottobre 2016  | KPIT MSLTA Challenger, Pune                      | Cemento     | Sadio Doumbia        | 6–4, 4–6, 3–6    |
| 2. | 21 ottobre 2018  | Ningbo Challenger, Ningbo                        | Cemento     | Thomas Fabbiano      | 6(4)–7, 6–4, 3–6 |
| 3. | 24 novembre 2018 | KPIT MSLTA Challenger, Pune                      | Cemento     | Elias Ymer           | 2–6, 5–7         |
| 4. | 29 aprile 2019   | ATP China International Tennis Challenge, Anning | Terra rossa | Jay Clarke           | 4–6, 3–6         |
| 5. | 15 novembre 2020 | Cary Challenger, Cary                            | Cemento     | Denis Kudla          | 6–3, 3–6, 0–6    |
| 6. | 22 novembre 2020 | Orlando Open, Orlando                            | Cemento     | Brandon Nakashima    | 3–6, 4–6         |
| 7. | 12 marzo 2022    | Monterrey Challenger, Monterrey                  | Cemento     | Fernando Verdasco    | 6–4, 3–6, 6(3)–7 |

#### Doppio

##### Vittorie (1)
| Legenda tornei minori |
| Challenger (0)        |
| Futures (1)           |

##### Finali perse (2)
| Legenda tornei minori |
| Challenger (2)        |
| Futures (1)           |

| N. | Data           | Torneo                           | Superficie    | Compagno       | Avversari in finale              | Punteggio        |
| -- | -------------- | -------------------------------- | ------------- | -------------- | -------------------------------- | ---------------- |
| 1. | 20 maggio 2017 | Samarkand Challenger, Samarcanda | Cemento       | Vishnu Vardhan | Laurynas Grigelis Zdeněk Kolář   | 6(2)–7, 3–6      |
| 2. | 15 aprile 2018 | Santaizi ATP Challenger, Taipei  | Sintetico (i) | Saketh Myneni  | Matthew Ebden Andrew Whittington | 4–6, 7–5, [6–10] |